# Giovanni Federico (calciatore)
Giovanni Federico (Hagen, 4 ottobre 1980) è un ex calciatore tedesco con cittadinanza italiana.

## Carriera
Nella stagione 2006-07, vestendo la maglia del Karlsruhe, ha vinto la Zweite Bundesliga e il titolo di capocannoniere con 19 reti messe a segno. Dal luglio 2007 è del Borussia Dortmund, con cui ha firmato un contratto della durata di tre anni. Il 19 dicembre del 2008 torna in prestito al Karlsruhe, giocando la Bundesliga 2008-2009. Nell'estate si trasferisce al Bochum.

## Palmarès

### Club

#### Campionati nazionali
- Campionato tedesco di seconda divisione: 1

Karlsruhe: 2006-2007

### Individuale
- Capocannoniere della Zweite Bundesliga: 1

2006-2007 (19 reti)